# Kardinalbaggar
Kardinalbaggar (Pyrochroidae) är en familj i ordningen skalbaggar. Av världens cirka 140 arter finns åtta i Europa och två i Sverige, stor kardinalbagge och Schizotus pectinicornis. Dessa baggar har ofta en påfallande röd färg.

## Beskrivning
Kardinalbaggarnas kropp är 3 till 20 millimeter lång, avplattade, långsträckt och vid baksidan bred. De har små hår på kroppen. Antennerna som består av 11 segment är antingen kort eller lika långt som övriga kroppen. De främre och de mellersta extremiteterna består av fem och de bakre av fyra avsnitt.
Dessa skalbaggar lever i lövskog eller vid skogskanter. De vistas ofta på blommor eller dött trä.
Vuxna individer livnär sig främst av söta vätskor från bladlöss eller träden själv men de äter inte särskilt mycket. Larverna lever under trädens bark i gångsystem som de antingen skapar själv eller övertar av andra larver. Larverna av flera arter tar larver eller imago av andra insekter som byte. De andra äter vanligen svampar. Kardinalbaggarnas larver anses som nyttiga då de även äter larver av barkborrar.